# Механика тла
Механика тла (енгл. Soil mechanics, фр. Mécanique des sols, рус. Механика грунтов) грана је физике тла и примењене механике која изучава и описује тло у простору на којем или унутар кога се гради. С те је стране механика тла млада наука. Она користи лабораторијске методе испитивања и теренске "in-situ" методе испитивања. Резултати теренских испитивања често дају тачније резултате од лабораторијских. Механици тла блиске су гране геологија и физика. У механици тла проучавају се особине тла, тј. важне особине према којима се може тло класификовати, а онда и како се према томе може користити (нпр. какво тло је повољно за изградњу различитих врста објеката, које је тло повољно за изградњу насипа итд). Оцем механике тла сматра се Карл Терцаги, који се бавио проучавањем тла и његових физичко-механичких својстава.
Механика тла се разликује од механике флуида и механике чврстих материјала у смислу да се земљиште састоји од хетерогене мешавине флуида (обично ваздуха и воде) и честица (обично глине, муљ, песка, и шљунка). Земљиште исто тако може да садржи чврсте органске и друге материје. Упоредо са механиком стена, механика земљишта пружа теоретску основу за анализу у геотехничком инжењерству, потдисциплини грађевинарства, и инжењерској геологији потдисциплини геологији. Механика тла се користи за анализирање деформација тла протока флуида унутар природних и вештачких структура које су подржане тлом или направљене од тла, или структура које су закопане у тлу. Пример апликација су грађевински и мостовски темељи, потпорни зидови, бране и укопани цевоводни системи. Принципи механике земљишта се такође користе у сродним дисциплинама као што су инжењерска геологија, геофизичко инжењерство, обалско инжењерство, пољопривредно инжењерство, хидрологија и физика тла.
Овај чланак описује генезу и састав земљишта, разлику између порног притиска воде и интергрануларног ефективног стреса, капиларног дејства флуида у порама тла, класификацију тла, цурење  и  пропусност, временски зависну промену запремине услед истискивања воде из сићушних пора, такође познату као консолидација, отпорност на смицање и крутост тла. Снага смицања тла првенствено потиче од трења између честица и блокирања, који су веома осетљиви на ефективни стрес.

## Историјски развој
Сматра се да је прве научне основе за изучавање тла дао А. Ш. Кулон 1773. године својом теоријом земљаних притисака. Даљем развоју изучавању тла допринели су А. Дарси 1856. године - „Дарсијев закон“ о протицању воде кроз тло и Стокс 1856. „Стоксов закон“ о брзини тоњењења честица у течности.
Даљем развоју теорије допринели су М. Ранкин (M. W. J. Rankine) 1857 са својом теоријом земљаних притисака и Ј. Бусинеск (J. Boussinesq) 1885. који је дао аналитичке изразе за стање напона и деформације у хомогеном, изотропном и еластичном полупростору за случај деловања концентричне силе на површини тог полупростора.
За разумевање и познавање физичких својстава тла значајан допринос дао је А. Атерберг (A. Atterberg) 1911. године.
Године 1923. Карл фон Терцаги (K. von Terzaghi) објавио је своју теорију консолидације а у књизи под називом „Erdbaumechanik auf Bodenphysikalischer Grundlage“ 1925. сублимирао је сва дотадашња сазнања о тлу у грађевинском смислу, омогућивши на тај начин сагледавање теоријских основа и њихову примену те могућност формирања нове научне дисциплине.

## Основне особине тла
Тло се у општем случају састоји од три фазе: чврсте, течне, и гасовите. Механичке особине тла зависе директно од интеракција ових фаза једних са другима као и других спољних утицаја.
Чврста фаза тла се може састојати од различитог удела глине или неглиновитих минерала, органских материја, као и соли. Ови минерали обично се састоје од атома хемијских елемената као што су кисеоник, силицијум, водоник, и алуминијум. Ови елементи заједно са калцијумом, натријумом, калијумом, магнезијумом, и угљеник чине преко 99% чврстог дела тла.. Иако, удео глине мањи од удела других честица, глина и присуство органских материја имају већи утицај на особине и понашање тла. Чврсте честице су класификоване по величини и то као глина, прашина, песак, шљунак, дробина, или блокови.
Течна фаза у тлима је обично у виду воде са различитом количином растворених електролита.
Гасовита фаза је обично у виду ваздуха, мада могу бити присутни органски гасови у зонама биолошке активности или у хемијски загађеним тлима.
Минералошки састав тла утиче на величину, облик, и физичке и хемијске особине честица тла и везано са тим на носивост и компресибилност тла.

## Подела тла
У механици тла извршена је подела на:
- некохерентна тла - невезана тла - шљунак, песак и њихове мешавине
- кохерентна тла - то су везана тла - прах, глина, органско тло[10]

Невезана или некохерентна тла су она чије честице нису везане никаквим везивом (матриксом). У невезана тла се убрајају:
|         | величина у mm |
| ------- | ------------- |
| блокови | 200-2000      |
| дробина | 60-200        |
| шљунак  | 2-60          |
| песак   | 0.06-2        |
| прашина | 0.002-0.06    |

Везана тла или кохерентна тла су она код којих су чврсти састојци међусобно повезани кохезијом. То су она тла која се састоје од честица мањих од 0.002 mm.
|                | величина у mm  |
| -------------- | -------------- |
| глина          | 0.002-0.0002   |
| колоидна глина | 0.0002-0.00002 |

Пошто су хомогена тла у природи веома ретка, то се глина обично налази помешана са другим састојцима и тада су то:
- иловача - глина са песком или прашином
- лапоровита глина или лапор - глина са кречњаком
- ума - глина са магнезијумом

Када је тло састава са више од 50% глиновитих састојака назива се масна глина или само глина, а када тло има мање од 50% глиновите компоненте назива се глиновито тло.

## Недавна збивања
Основа DSSM-а је да се тла (укључујући песак) могу смицати све док не достигну стабилно стање у којем, под условима константне брзине деформације, нема промене смичног напона, ефективног ограничавајућег напона и односа празнина. Стабилно стање је формално дефинисао Стив Ј. Поулос, ванредни професор на Одсеку за механику тла Универзитета Харвард, који је изградио хипотезу коју је Артур Казагранде формулисао пред крај своје каријере. Стање стабилног стања није исто што и „критично стањe”. Оно се разликује од критичног стања по томе што специфицира статистички константну структуру у стабилном стању. Вредности стабилног стања такође веома мало зависе од брзине деформације.
Многи системи у природи достижу стабилна стања и теорија динамичких система се користи за описивање таквих система. Смицање тла се такође може описати као динамички систем. Физичка основа динамичког система смицања тла је Поасонов процес у коме се честице крећу у стабилно стање насумичним смицајним напрезањима. Џозеф је ово генерализовао – честице се крећу у свој коначни положај (не само у стабилном стању) насумичним смичним деформацијама. Због свог порекла у концепту стабилног стања, DSSM се понекад неформално назива „харвардска механика тла“.
DSSM обезбеђује веома блиска прилагођавања кривама напрезање-деформација, укључујући и пескове. Пошто прати услове у равни дефекта, такође обезбеђује блиска прилагођавања осетљивим глинама и муљем после дефекта, нешто што друге теорије нису у стању да ураде. Додатно, DSSM објашњава кључне односе у механици тла који су до данас једноставно узети здраво за готово, на пример, зашто нормализоване недрениране вршне чврстоће на смицање варирају са логаритмом коефицијента прекомерне консолидације и зашто се криве напон–деформација нормализују са почетним ефективним ограничавајућим напоном; и зашто у једнодимензионалној консолидацији коефицијент празнина мора да варира са логаритмом ефективног вертикалног напона, зашто је крива на крају примарног дела јединствена за повећање статичког оптерећења и зашто је однос вредности пузања Cα према индексу компресије C мора бити приближно константан за широк спектар земљишта.